# Даянова Таскіра Байрамівна
Таскіра Байрамівна Даянова (башк. Тәскирә Байрам ҡыҙы Даянова; нар. 10 січня 1948, Аскінський район, Башкирська АРСР) — башкирська дитяча письменниця, драматург, член союзу письменників Республіки Башкортостан. Лауреат премій імені Рашита Ахтарі і Махмута Кашгарі.

## Біографія
Закінчивши Уфимське педагогічне училище № 1, в 1971-2003 роках працювала вчителем початкових класів і вихователькою в Юнусовській середній школі Мечетлинського району.

## Творчість
Перші казки, написані Т. Даяновою, увійшли в книгу «Подарунок кульгавої ворони» (1994).
Вона починає писати сценарії для шкільного драматичного гуртка. Ці п'єси виховують у дітей любов до Батьківщини, своєї національної культури. Головні герої високоморальні, мужні і ласкаві до оточуючих, терпимі. Ці п'єси виходять у світ у другій книзі Таскіри Даянової «Канбаба» (2002).
У 2002 році письменниця займає призове місце на закритому конкурсі п'єс для глядачів шкільного віку, оголошеного національним Молодіжним театром спільно з Міністерством Культури і Національної політики. У 2003 році Молодіжний театр ставить п'єсу «Артыҡбикә» на своїй сцені.
Також Таскіра Даянова співпрацює з дитячими республіканськими виданнями «Аманат», «Акбузат», з журналом для молоді «Шонкар», з літературно-художньо-політичним журналом «Агідель».
У третю книгу «Вір мені, ліс!» (2007) увійшли повісті, оповідання та новели про підлітків. В них піднімаються такі гострі проблеми, як наркоманія серед підлітків, соціальна нерівність, адаптація в суспільстві. Вони приваблюють не лише юних читачів, але цікаві й для дорослих.
В книгу «Останній сірник» (2009) увійшли повісті і розповіді про долі жінок, які в різних складних життєвих ситуаціях намагаються знаходити правильний шлях, не помилятися і бути гідними людьми.

### Вибрані публікації
- Даянова Т. Б. Хромая ворона : Сказки : [Для мл. шк. возраста]. — Уфа. — 42+3 с.
- Даянова Т. Һуңғы шырпы : повестар, хикәйәләр. — Өфө : Китап, 2011. — 187 б. — ISBN 978-5-295-05351-1 (рос. Последняя спичка)
- Даянова Т. Б. Ышан, урман! : [повесть, хикэйэлэр, пьесалар]. — Өфө : Китап, 2007. — 150+2 б. — 3000 экз. — ISBN 978-5-295-04314-7 (укр. Вір мені, ліс!)
- Даянова Т. Б. Канбаба : Пьесалар. — Офо : Китап, 2002. — 102+2 б. — 2000 экз. — ISBN 5-295-02939-5

## Нагороди
- лауреат журналу «Аманат» (1989)
- премія імені Рашита Ахтарі[2]
- лауреат журналу «Агідель» (2006) — за повість «Останній сірник»
- Уфимська міська громадська премія «Вчитель доброти» (2010) — в номінації «Дитячому письменникові — за духовно-моральне виховання підростаючого покоління».

У 2008 році п'єса Т. Даянової «Айдар+Діля» посіла друге місце на Республіканському конкурсі п'єс для дітей.